# Bubba Franks
Daniel Lamont Franks, detto Bubba (Riverside, 6 gennaio 1978), è un ex giocatore di football americano statunitense che ha militato nel ruolo di tight end nella National Football League (NFL).

## Carriera

### New York Jets
Al college Franks giocò a football a Miami, venendo premiato come All-American. Fu scelto come quattordicesimo assoluto dai Green Bay Packers nel Draft NFL 2000. Dopo una promettente ma poco spettacolare stagione da rookie, fu convocato per il Pro Bowl nella seconda, quando segnò 9 touchdown su ricezione. Fu la prima di tre selezioni consecutive. Nel 2005 perse la maggior parte della stagione a causa di infortuni a un ginocchio e al collo.
Il 20 febbraio 2008 Franks fu svincolato dai Packers dopo una poco produttiva stagione 2007 segnata dagli infortuni, in cui era stato sostituito come titolare da Donald Lee.
Il 16 marzo 2008 Franks firmò con i New York Jets un contratto di un anno. Con essi disputò 8 partite con 6 ricezioni per 47 yard, senza touchdown. Fu svincolato il 13 luglio 2009.

## Palmarès
- Convocazioni al Pro Bowl: 3

2001, 2002, 2003